# ヘロニモ・フランスア
ヘロニモ・フランスア（Geronimo Franzua、1993年9月25日 - ）は、ドミニカ共和国出身のプロ野球選手（投手）。左投左打。モンテレイ・サルタンズ所属。

## 経歴

### 広島入団前
2011年から2013年までの3年間、ヒューストン・アストロズのルーキーリーグに所属し、2014年にドミニカのカープアカデミーに入団。
同年9月に練習生として来日したのち、2016年3月には四国アイランドリーグplusの高知ファイティングドッグスに派遣。同年シーズンは14試合に登板し、1勝5敗、防御率4.43の成績だった。

### 広島時代
2018年3月7日、広島東洋カープとの間で育成選手契約した。背番号は143。同年育成選手として5月20日までにウエスタン・リーグで8試合に登板、2勝1敗、防御率2.57の成績を残し、支配下選手契約を締結。6年契約で契約金10万ドル（約1100万円）、年俸8万ドル（約880万円）プラス出来高払い。背番号は97に変更となった。6月26日の対読売ジャイアンツ戦にてプロ初勝利を記録。8月はプロ野球記録に並ぶ月間18試合登板で防御率0.51と月間MVPの活躍を見せ、CSファイナルステージ第3戦では8回二死から登板し、1回3分の1を無失点に抑えて胴上げ投手となった。日本シリーズでも好投した。
2019年は、開幕一軍入りするも開幕から不振が続いていた。しかし、一軍が左腕不足だったこともあり粘り強く起用され徐々に投球内容も安定した。抑えを務めていた中﨑翔太が離脱したこともあり代役クローザーに指名され、セーブを挙げた試合では全て無失点だったが、一方セーブ機会での敗戦が4回もあり、うち一死も取れずの敗戦が3回と好不調の差が激しい内容となった。
2020年も開幕当初は不振であったが、抑えを任された投手が軒並み結果を残せなかったために7月末からクローザーの座を掴んだ。前年同様一死も取れず敗戦した試合もあったが、セーブを記録した19試合中失点した試合が1試合だけと、チームが下位に低迷する中孤軍奮闘した。
2021年は、1月にドミニカ共和国で渡航前に受けた新型コロナウイルス感染症のPCR検査で陽性判定を受けたため来日が遅れ、2月中旬に日南春季キャンプに合流し二軍で調整していたが、3月9日に「右膝内側半月板部分切除」手術のために離脱。6月9日に二軍戦で復帰登板。6月29日に一軍復帰したものの僅か8試合の登板、防御率は9.53に終わった。
2022年は、故障の影響で一軍初登板が8月まで遅れ、僅か3試合の登板、10個のアウトを取っただけに終わった。その後、11月16日に退団が発表され、オフの12月2日に自由契約公示された。

### パイレーツ傘下時代
2023年2月10日にピッツバーグ・パイレーツとマイナー契約を結んだ。

### メキシカンリーグ時代
2025年2月24日、メキシカンリーグのメキシコシティー・レッドデビルズと契約したことが、同球団より発表された。その後、4月15日に同リーグ内のモンテレイ・サルタンズにトレードされた。

## プレースタイル・人物
最速159km/hの直球にスライダー、カーブ、チェンジアップで高い奪三振力を誇る本格派左腕。
支配下選手契約締結の際には、「先発として長いイニングを投げ、チームの勝利に貢献したい」と話し、目標とする選手には同じ左腕投手であるジョン・レスターの名を挙げた。

## 詳細情報

### 年度別投手成績
| 年 度     | 球 団     | 登 板 | 先 発 | 完 投 | 完 封 | 無 四 球 | 勝 利 | 敗 戦 | セ 丨 ブ | ホ 丨 ル ド | 勝 率 | 打 者 | 投 球 回 | 被 安 打 | 被 本 塁 打 | 与 四 球 | 敬 遠 | 与 死 球 | 奪 三 振 | 暴 投 | ボ 丨 ク | 失 点 | 自 責 点 | 防 御 率 | W H I P |
| --------- | --------- | ----- | ----- | ----- | ----- | -------- | ----- | ----- | -------- | ----------- | ----- | ----- | -------- | -------- | ----------- | -------- | ----- | -------- | -------- | ----- | -------- | ----- | -------- | -------- | ------- |
| 2018      | 広島      | 47    | 2     | 0     | 0     | 0        | 3     | 4     | 1        | 19          | .429  | 267   | 65.0     | 38       | 3           | 34       | 1     | 2        | 81       | 0     | 2        | 16    | 12       | 1.66     | 1.11    |
| 2019      | 広島      | 67    | 0     | 0     | 0     | 0        | 8     | 6     | 12       | 18          | .571  | 308   | 71.2     | 55       | 8           | 32       | 5     | 7        | 94       | 1     | 0        | 29    | 22       | 2.76     | 1.21    |
| 2020      | 広島      | 53    | 0     | 0     | 0     | 0        | 2     | 3     | 19       | 7           | .400  | 217   | 55.0     | 39       | 7           | 17       | 2     | 1        | 62       | 1     | 0        | 18    | 15       | 2.45     | 1.02    |
| 2021      | 広島      | 8     | 0     | 0     | 0     | 0        | 1     | 2     | 0        | 1           | .333  | 31    | 5.2      | 9        | 1           | 5        | 1     | 0        | 5        | 0     | 0        | 6     | 6        | 9.53     | 2.47    |
| 2022      | 広島      | 3     | 0     | 0     | 0     | 0        | 0     | 0     | 0        | 0           | ----  | 18    | 3.1      | 2        | 0           | 5        | 0     | 1        | 4        | 1     | 0        | 3     | 3        | 8.10     | 2.10    |
| 通算：5年 | 通算：5年 | 178   | 2     | 0     | 0     | 0        | 14    | 15    | 32       | 45          | .483  | 841   | 200.2    | 143      | 19          | 93       | 9     | 11       | 246      | 3     | 2        | 72    | 58       | 2.60     | 1.18    |

- 2022年度シーズン終了時
- 各年度の太字はリーグ最高

### 独立リーグでの投手成績
出典はリーグウェブサイト
| 年 度     | 球 団     | 防 御 率 | 登 板 | 勝 利 | 敗 戦 | セ 丨 ブ | 完 投 | 完 封 | 無 四 球 | 投 球 回 | 打 者 | 被 安 打 | 被 本 塁 打 | 奪 三 振 | 与 四 球 | 与 死 球 | 失 点 | 自 責 点 |
| --------- | --------- | -------- | ----- | ----- | ----- | -------- | ----- | ----- | -------- | -------- | ----- | -------- | ----------- | -------- | -------- | -------- | ----- | -------- |
| 2016      | 高知      | 4.43     | 14    | 1     | 5     | 0        | 0     | 0     | 0        | 61.0     | 272   | 54       | 4           | 61       | 36       | 2        | 35    | 30       |
| 通算：1年 | 通算：1年 | 4.43     | 14    | 1     | 5     | 0        | 0     | 0     | 0        | 61.0     | 272   | 54       | 4           | 61       | 36       | 2        | 35    | 30       |

### 年度別守備成績
| 年 度 | 球 団 | 投手  | 投手  | 投手  | 投手  | 投手  | 投手     |
| 年 度 | 球 団 | 試 合 | 刺 殺 | 補 殺 | 失 策 | 併 殺 | 守 備 率 |
| ----- | ----- | ----- | ----- | ----- | ----- | ----- | -------- |
| 2018  | 広島  | 47    | 0     | 7     | 3     | 1     | .700     |
| 2019  | 広島  | 67    | 4     | 13    | 2     | 0     | .895     |
| 2020  | 広島  | 53    | 2     | 11    | 1     | 0     | .929     |
| 2021  | 広島  | 8     | 0     | 2     | 0     | 0     | 1.000    |
| 2022  | 広島  | 3     | 0     | 1     | 0     | 0     | 1.000    |
| 通算  | 通算  | 178   | 6     | 34    | 6     | 1     | .870     |

- 2022年度シーズン終了時

### 表彰
- 月間MVP：1回（投手部門：2018年8月）

### 記録

#### NPB
初記録
投手記録
- 初登板・初先発登板：2018年5月26日、対中日ドラゴンズ11回戦（MAZDA Zoom-Zoom スタジアム広島）、4回5被安打3失点4奪三振
- 初奪三振：同上、1回表に大島洋平から見逃し三振
- 初勝利：2018年6月26日、対読売ジャイアンツ8回戦（MAZDA Zoom-Zoom スタジアム広島）、4回表に2番手で救援登板・完了、5回1被安打無失点9奪三振
- 初ホールド：2018年7月16日、対中日ドラゴンズ13回戦（ナゴヤドーム）、8回裏に3番手で救援登板、1/3回無失点
- 初セーブ：2018年8月29日、対読売ジャイアンツ21回戦（東京ドーム）10回裏に5番手で救援登板・完了、1回無失点

打撃記録
- 初打席：2018年5月26日、対中日ドラゴンズ11回戦（MAZDA Zoom-Zoom スタジアム広島）、2回裏にオネルキ・ガルシアから三塁ゴロ
- 初打点：2018年7月27日、対横浜DeNAベイスターズ11回戦（MAZDA Zoom-Zoom スタジアム広島）、7回裏に武藤祐太から押し出し四球

その他の記録
- 月間18登板（2018年8月） ※最多タイ記録（他に稲尾和久、益田直也、山田修義）[19]
- オールスターゲーム出場：1回（2019年）

### 背番号
- 45（2016年）
- 143（2018年 - 同年5月19日）
- 97（2018年5月20日 - 2022年）

## 関連情報

### 出演
CM
- 眼鏡市場（2019年度）広島限定CM